# Kojak

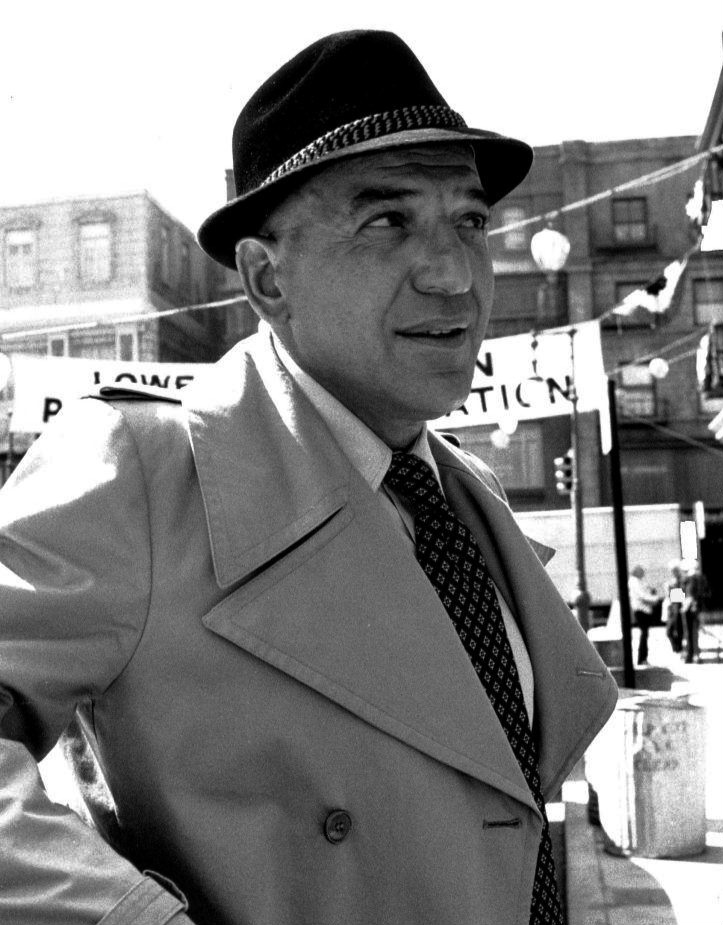
Telly Savalas ca Kojak, 1973

Kojak este un serial de televiziune american cu Telly Savalas în rolul titular, locotenent-detectivul de la NYPD Theo Kojak. A rulat inițial în perioada 24 octombrie 1973 - 18 martie 1978 pe canalul CBS. A fost programat la aceeași oră cu serialul popular Cannon, care a fost mutat cu o oră mai devreme.
În 1999 TV Guide l-a clasat pe Theo Kojak pe locul 18 în lista primelor 50 de personaje TV din toate timpurile.